# Martin Milec
Martin Milec, est un footballeur international slovène, né le 20 septembre 1991 à Maribor en Slovénie. Il évolue actuellement comme arrière droit au NK Maribor.

## Biographie
Le 27 juin 2014, Martin Milec signe un contrat de 5 ans en faveur du Standard de Liège pour un montant de 1,3 million €.

## Palmarès

### En club
- NK Maribor
  - Champion de Slovénie en 2011, 2012, 2013 et 2014
  - Vainqueur de la Coupe de Slovénie en 2012 et 2013
  - Vainqueur de la Supercoupe de Slovénie en 2012 et 2013